# Parisier

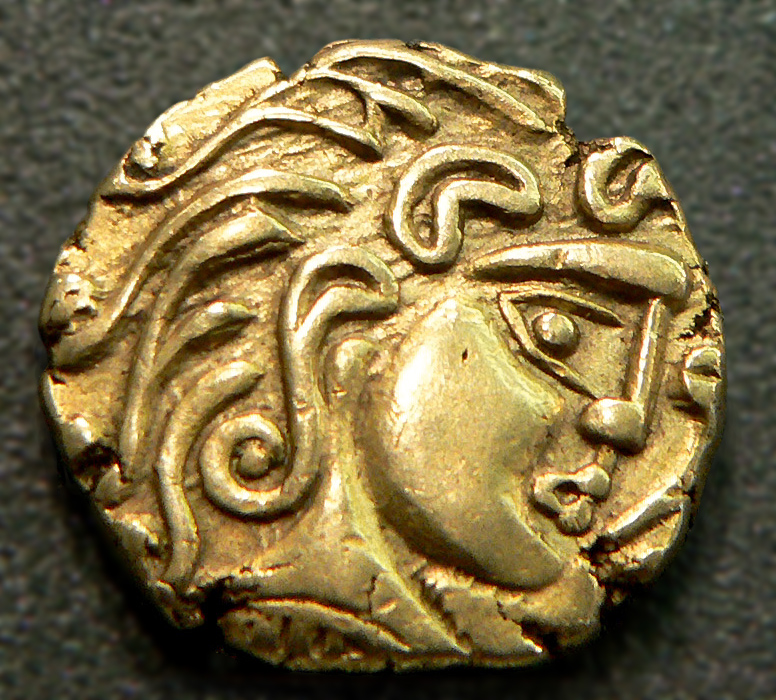
Goldmünze der Parisii
(um 100–50 v. Chr.)

Die Parisier (lateinisch Parisii) waren ein keltischer Stamm der Eisenzeit, der bis zur Zeit des römischen Imperiums am Seineufer lebte. Ihre größte Stadt (Oppidum) war Lutetia Parisiorum, die unter den Römern ein wichtiges Zentrum dieser Region wurde. Daraus ging später die Stadt Paris hervor.

## Geschichte
Während Caesars Gallienfeldzug (siehe De Bello Gallico) kämpften die Parisier auf der Seite des Vercingetorix gegen die römischen Eroberer. Es ist möglich, dass nach ihrer Niederlage einige von ihnen nach Britannien flohen. Wahrscheinlicher ist jedoch, dass schon während der Wellen der belgischen Immigration Parisier nach Britannien ausgewandert waren.
Bis in die 1960er Jahre glaubten einige Archäologen, dass römisch-britische Parisierstämme nahe East Yorkshire und Humberside in Britannien von den Parisii des Seinetals abstammten. Die Bestattungsriten beider Stämme unterschieden sich nur minimal, und die Arras-Kultur, welche rund um East Yorkshire in der früheren Latènezeit angesiedelt war, zeigt eindeutige kontinentale Einflüsse. Bestattungen, bei denen der Verstorbene in einem Fahrzeug unter quadratischen Hügeln beigesetzt (Wagengrab von Wetwang) war, sind aus beiden Regionen bekannt.